# در جستجوی سانی
در جستجوی سانی (انگلیسی: Searching for Sonny) یک فیلم در نئو نوآر و کمدی است که در سال ۲۰۱۱ منتشر شد. از بازیگران آن می‌توان به جیسون دوهرینگ ، مینکا کلی و ماسای اوکا اشاره کرد.

## بازیگران
- مینکا کلی به عنوان ایدن مرکر
- جیسون دوهرینگ به عنوان الیوت نایت
- ماسای اوکا به عنوان سانی بوسکو
- مایکل هوگان به عنوان مدیر فدن
- نیک کوچر به عنوان کالوین نایت
- برایان کریک مک گور به عنوان گری نوبل
- کلارک پیترس به عنوان راوی
- مکینلی ودل به عنوان مگی فیلیپس
- براندون تورنتون به عنوان زاک هایس
- کریستین ساتون به عنوان سینتیا شوبرت